# Ausländergesetz (Deutschland)
Das deutsche Ausländergesetz (AuslG) wurde erstmals 1965 verabschiedet und damit zehn Jahre nach dem ersten Anwerbeabkommen mit Italien und als bereits mit sechs weiteren Ländern Anwerbeabkommen geschlossen worden waren. Es wurde 1990 durch eine Neufassung ersetzt. Es trat am 31. Dezember 2004 außer Kraft. Das AuslG wurde zum 1. Januar 2005 durch das Aufenthaltsgesetz (verkündet als Artikel 1 des Zuwanderungsgesetzes) ersetzt. Das AuslG bildete zusammen mit dem Asylverfahrensgesetz (heutige Bezeichnung: Asylgesetz) die beiden wesentlichen Elemente des deutschen Ausländerrechts. Zum AuslG ist eine Durchführungsverordnung (DVAuslG) ergangen, die ebenfalls am 31. Dezember 2004 außer Kraft getreten ist.

## Geltungsbereich
Das Ausländergesetz definierte den Ausländer im Umkehrschluss zu Art. 116 des Grundgesetzes als denjenigen, der nicht Deutscher ist. Ausgenommen von der Anwendung des Ausländergesetzes waren die Angehörigen des konsularischen bzw. diplomatischen Dienstes und Personen, die Freizügigkeit nach dem Aufenthaltsgesetz/EWG genießen, insbesondere Unionsbürger (§ 3 AuslG). Für Ausländer, auf die das Gesetz anwendbar war, bestand Passpflicht (§ 4 AuslG).

## Aufenthaltsgenehmigungstypen
Der Aufenthalt in Deutschland war nach dem Ausländergesetz genehmigungsbedürftig; hierfür sah das Ausländergesetz verschiedene Typen von Aufenthaltsgenehmigungen vor: Die Aufenthaltsgenehmigung wurde erteilt als Aufenthaltserlaubnis, als Aufenthaltsberechtigung, als Aufenthaltsbewilligung oder als Aufenthaltsbefugnis (§ 5 AuslG). 
- Die Aufenthaltsgenehmigung wurde als Aufenthaltserlaubnis erteilt, wenn einem Ausländer der Aufenthalt ohne Bindung an einen bestimmten Aufenthaltszweck erlaubt wurde (§ 15 AuslG). Aufenthaltserlaubnisse wurden z. B. für den Nachzug zu Familienangehörigen oder zur Ausübung einer unselbstständigen Erwerbstätigkeit erteilt.
- Die Aufenthaltsgenehmigung wurde als Aufenthaltsbewilligung erteilt, wenn einem Ausländer der Aufenthalt nur für einen bestimmten, seiner Natur nach einen nur vorübergehenden Aufenthalt erfordernden Zweck (z. B. für einen Studienaufenthalt) erlaubt wurde (§ 28 Abs. 1 AuslG).
- Die Aufenthaltsgenehmigung wurde als Aufenthaltsbefugnis erteilt, wenn einem Ausländer aus völkerrechtlichen oder dringenden humanitären Gründen oder zur Wahrung politischer Interessen der Bundesrepublik Deutschland Einreise und Aufenthalt im Bundesgebiet erlaubt werden soll und die Erteilung einer Aufenthaltserlaubnis ausgeschlossen war (§ 30 AuslG). Die Aufenthaltsbefugnis war das schwächste Aufenthaltsrecht.
- Die Aufenthaltsgenehmigung wurde schließlich als Aufenthaltsberechtigung nach einer langjährigen Aufenthaltszeit im Bundesgebiet erteilt (§ 27 AuslG).

Während Aufenthaltserlaubnisse sowohl befristet als auch unbefristet erteilt wurden, gab es Aufenthaltsbewilligungen und Aufenthaltsbefugnisse nur zeitlich befristet (für Studienzwecke z. B. für ein bis zwei Jahre, als Aufenthaltsbefugnis üblicherweise für zwei Jahre). Nach Ablauf bestanden Verlängerungsmöglichkeiten. Ein Übergang von der Aufenthaltsbewilligung zur Aufenthaltserlaubnis war ausgeschlossen (§ 28 Abs. 3 AuslG); ein Übergang von der Aufenthaltsbefugnis zur Aufenthaltserlaubnis war nach acht Jahren möglich (§ 35 AuslG).
Stärkstes Aufenthaltsrecht war die Aufenthaltsberechtigung. Sie kam nach achtjährigem Besitz der Aufenthaltserlaubnis als Zeichen einer deutlichen Aufenthaltsverfestigung im Bundesgebiet in Betracht (§ 27 AuslG). Sie war zeitlich und räumlich unbeschränkt und galt damit für das gesamte Bundesgebiet. Ihre Erteilung war zudem auflagen- und bedingungsfeindlich. Die Aufenthaltsberechtigung gestattete auch die Aufnahme einer selbstständigen Erwerbstätigkeit.

## Vom Ausländergesetz zum Aufenthaltsgesetz
An den unterschiedlichen Aufenthaltsgenehmigungstypen hat das Aufenthaltsgesetz nicht mehr festgehalten. Es kennt nur noch die Aufenthaltserlaubnis als befristeten Aufenthaltstitel und die Niederlassungserlaubnis als unbefristeten Aufenthaltstitel. Auch der Oberbegriff „Aufenthaltsgenehmigung“ ist entfallen. Demgegenüber unterscheidet das Aufenthaltsgesetz bei den befristeten Aufenthaltstiteln stärker als bisher nach dem Aufenthaltszweck, an den es zum Teil recht unterschiedliche Konsequenzen für den Umfang des Bleiberechts knüpft. 
Bisherige Aufenthaltsgenehmigungen gelten als Aufenthaltserlaubnisse entsprechend dem ihrer Erteilung zu Grunde liegenden Aufenthaltszweck und Sachverhalt fort (§ 101 Abs. 2 AufenthG). Eine vor dem 1. Januar 2005 erteilte unbefristete Aufenthaltserlaubnis und eine Aufenthaltsberechtigung gilt als Niederlassungserlaubnis fort (§ 101 Abs. 1 AufenthG).